# Veliko Golovode
Veliko Golovode (cyr. Велико Головоде) – wieś w Serbii, w okręgu rasińskim, w mieście Kruševac. W 2011 roku liczyła 815 mieszkańców.